# Болтуновка
Болтуновка — река в России, протекает по Красновишерскому району Пермского края. Устье реки находится в 28 км от устья реки Вижаиха по правому берегу. Длина реки составляет 11 км.

## Описание
Исток реки в урочище 31 квартал на хребте Полюдов Кряж в 12 км к юго-востоку от Красновишерска. Течёт преимущественно в южном направлении по ненаселённой местности, среди холмов, поросших лесом. Приток — Стошная (левый).

## Данные водного реестра
По данным государственного водного реестра России относится к Камскому бассейновому округу, водохозяйственный участок реки — Кама от водомерного поста у села Бондюг до города Березники, речной подбассейн реки — бассейны притоков Камы до впадения Белой. Речной бассейн реки — Кама.
Код объекта в государственном водном реестре — 10010100212111100004921.